# 前田陽一 (映画監督)
前田 陽一（まえだ よういち、1934年12月14日 - 1998年5月3日）は、日本の映画監督。兵庫県龍野市出身。

## 略歴
兵庫県立龍野高等学校、早稲田大学文学部卒業後、1958年4月に松竹大船撮影所に入社。吉田喜重監督、渋谷実監督に師事し、1964年、「にっぽん・ぱらだいす」で監督デビュー。以降、喜劇映画を中心に作品を手がける。
小林信彦が脚本を担当した『進め!ジャガーズ 敵前上陸』はカルト映画として知られる。
小林信彦の私小説的作品「根岸映画村」（1978年発表、連作短編集「袋小路の休日」に収録）では、前田をモデルにした映画監督による、『進め!ジャガーズ 敵前上陸』の製作が、松竹会長の古い考えのために、なかなか実現しなかったことが描かれ、また後の時代に、映画自主上映サークルによって前田作品が上映されて大好評だったことも描かれ、天地真理主演の前田作品「虹をわたって」にも言及される。
劇場映画の衰退後はTVに活躍の場を移し、多くのTVドラマを手がけるほか、永原秀一とともに脚本家事務所「ラグス」の共同代表を務めた。
1998年、やはり、小林の作品が原作の、劇場映画「新・唐獅子株式会社」にて久々に劇場映画を撮ることになったが、クランクイン1週間後になって入院する。そしてそのまま、5月3日、肝不全のため死去した。享年65（63歳没）。
撮っていた「新・唐獅子株式会社」は、前田監督に師事していた南部英夫・長濱英孝両監督が後を引き継ぎ無事完成し、公開された。南部・長濱両監督は「協力監督」としてクレジットされているが、あくまでも前田陽一監督作品である。

## 作品

### 映画

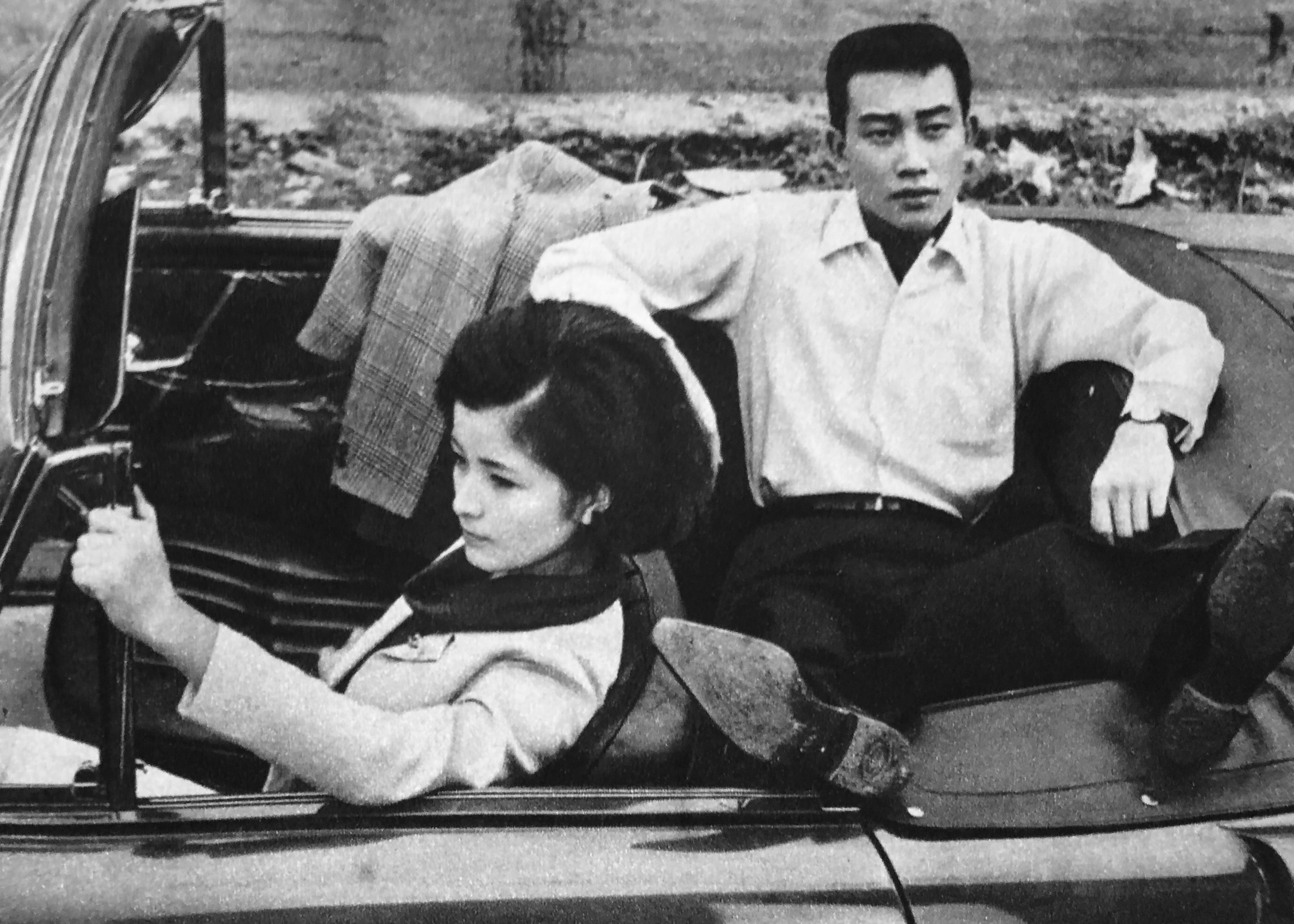
『涙にさよならを』（1965年）

- にっぽん・ぱらだいす (1964)
- ちんころ海女っこ (1965)
- 涙にさよならを（1965）
- スチャラカ社員 (1966)
- 濡れた逢いびき（1967）
- 進め!ジャガーズ 敵前上陸 (1968)
- 七つの顔の女(1969)
- 喜劇 右むけェ左!(1970)
- 喜劇 冠婚葬祭入門 (1970)
- 喜劇 あゝ軍歌 (1970)
- 喜劇 猪突猛進せよ!!（1971）
- 喜劇　昨日の敵は今日も敵(1971)
- 喜劇 命のお値段 (1971)
- 起きて転んでまた起きて (1971)
- 虹をわたって (1972)
- 喜劇 男の子守唄 (1972)
- 喜劇 日本列島震度0 (1973)
- 三億円をつかまえろ (1975)
- 喜劇 大誘拐 (1976)
- 坊っちゃん (1977)
- 神様のくれた赤ん坊 (1979)
- 土佐の一本釣り (1980)
- 次郎長青春篇　つっぱり清水港(1982)
- 喜劇 家族同盟 (1983)
- Let's豪徳寺! (1987)
- 新唐獅子株式会社 (1999)

### テレビ
- 白い滑走路 (1974)
- 手紙-殺しへの招待- (1975)
- 体験時代（1979）
- 大空港 (1978 - 1980)
- ザ・ハングマン
- 新・必殺仕事人 (1981 - 1982)
- 新・必殺仕舞人 (1982)
- ニュードキュメンタリードラマ昭和 松本清張事件にせまる 第22回「三億円事件の犯人は?」（1984)
- 赤かぶ検事奮戦記
- 京都殺人案内
- 検事霧島三郎
- フルムーン旅情ミステリー (1989 - 1993)
- 弁護士・朝日岳之助 (1989 - 2005)
- 裏刑事-URADEKA- (1992)
- 九門法律相談所 (1993 - 1999)